# Daniel Pacheco
Daniel Pacheco (13 de Fevereiro de 1981, Batalha, Portugal) é um atleta de BTT de alta competição, representante da equipa BTTerra entre 1996 e 2008, e que presentemente corre por intermédio do seu projeto pessoal "danipacheco.pt.vc".
Como principais resultados na sua carreira obteve, duas vitórias nos Campeonatos Nacionais de BTT (1996 e 1999), Vice-Campeão nacional em 1998, uma vitória na Taça de Portugal de BTT (1996), 3º Lugar na Taça de Portugal (1999), 19º Lugar nos Campeonatos da Europa de BTT (1999 - Alvados, Portugal) e 11º numa prova da Taça do Mundo (1999 -El Escorial, Espanha), vitória no Troféu TMN (2002), integrou em 2000 o projeto olímpico Sydney 2000 e conta atualmente com 23 internacionalizações ao serviço da Selecção Nacional.
Entre 2003 e 2006, não participou em competições oficiais dando prioridade à vida académica, concluiu a Licenciatura em Desporto, variante Condição Física e Saúde em (2006) na Escola Superior de Desporto de Rio Maior, tendo regressado novamente às competições federadas já no ano de 2007, novamente representando a equipa BTTerra. Neste mesmo ano de 2007 alcançou o 6º Lugar no Campeonato Nacional de XCO (Cross-Country Olímpico) e o 3º Lugar (Elites) no Campeonato Nacional de Maratonas, em 2008 os seus resultados destacaram-se pelo 4º Lugar no Campeonato Nacional de XCO e pelo 1º e 2º Lugar em 2 provas do Troféu ARDOG 2008. Em 2010 e 2011 venceu a Meia-Maratona do Centro, tendo em 2013 alcançado o 2º lugar nesta competição.